# ایگور گراسیموف
ایگور گراسیموف ((به بلاروسی: Ягор Аляксеевіч Герасімаў)؛ زادهٔ ۱۱ نوامبر ۱۹۹۲) تنیس‌باز اهل بلاروس است.